# Куле, Дхори
Дхори Куле (алб. Dhori Kule; 17 февраля 1957, Тирана) — албанский ученый-экономист, ректор Тиранского университета. Член совета Ассоциации балканских университетов.

## Биография
Получил диплом по экономике в Тиранском университете (1981). После этого он начал свою карьеру как преподаватель в Кучове и Берате, был доцентом в Университете Тираны.
Принимал участие в международных исследованиях в Италии (1992), Польше (1993), США (1994), Англии (1995), Греции (1996) и Германии (2000–2002).
В 1997 занял должность декана факультета экономики в Университете Тираны (2007 год). В 2008 году он был назначен ректором Университета Тираны.
Является автором и соавтором многочисленных научных учебников по экономике и экспертных работ в области экономики в переходный период Албании.